# Армстронг, Маркус
Маркус Армстронг (англ. Marcus Armstrong; род. 29 июля 2000 года в городе Крайстчерч) — новозеландский автогонщик, вице-чемпион Формулы-3 сезона 2019.

## Карьера
Армстронг родился в городе Крайстчерч, заниматься картингом начал в 2010 году и выиграл несколько титулов начиная с 2011 года. Ещё в то время, когда Маркус был картингистом, он начал выступать на формульных болидах, приняв участие в сезоне 2014-15 новозеландской Формулы-Форд.
В 2016 году Армстронг вновь разнообразил свои выступления в картинге участием в некоторых этапах британской Формулы-3, а также двух сериях Формулы-Рено 2.0.
В ноябре 2016 года Маркус был среди пяти пилотов, которым было предложено вступить в гоночную академию Феррари, месяц спустя он стал её членом. В том же месяце было подтверждено его участие в Toyota Racing Series с командой M2 Competition, Армстронг хорошо выступил, одержав 3 победы, и заняв итоговое четвёртое место.
В феврале 2017 было объявлено, что Армстронг выступит в чемпионатах ADAC Формулы-4 и итальянской Формулы-4 в составе команды Prema Powerteam. Завоевав семь побед в обеих сериях, Маркус стал вице-чемпионом в ADAC Ф4 и чемпионом в итальянской Ф4.
В 2018 году Армстронг вернулся в Toyota Racing Series, а также продолжил сотрудничество с Prema, перейдя в чемпионат Европейской Формулы-3, вместе с другими юниорами Феррари Робертом Шварцманом и Гуаньюй Чжоу, за сезон Маркус добился одной победы на Норисринге и стал пятым в личном зачёте. Помимо этого он принял участие в Гран-при Макао, где занял восьмое место.
На следующий год Армстронг вновь продолжил сотрудничество с M2 Competition и Prema. Сначала Маркус вновь вернулся в Toyota Racing Series, а потом принял участие в дебютном сезоне новой ФИА Формулы-3. Он был близок к тому, чтобы стать чемпионом TRS, одержал пять побед, однако в концовке уступил несколько очков своему соотечественнику Лиаму Лоусону. В апреле того же года Николя Тодт, знаменитый автоспортивный менеджер, стал управлять карьерой Армстронга. В чемпионате Формулы-3 Маркус выиграл два спринта на Хунгароринге и Спа, а также основную гонку в Сочи, и заняв второе место во второй сочинской гонке, которая также была последней в сезоне, он смог стать вице-чемпионом Формулы-3, опередив Джехана Дарувалу всего на одно очко, однако отстав от Шварцмана, выигравшего чемпионат, на пятьдесят четыре. В ноябре 2019 года Армстронг вновь участвовал в Гран-при Макао, он финишировал восьмым после старта с семнадцатой позиции.
28 ноября 2019 года стало известно, что Армстронг перейдёт в Формулу-2, где будет выступать за команду ART Grand Prix. В первой же гонке сезона на Ред Булл Ринге занял второе место. Однако этот результат стал лучшим для Маркуса в сезоне, за сезон он лишь ещё раз поднялся на подиум — третье место в спринтерской гонке на втором этапе на Ред Булл Ринге. По итогам сезона Маркус занял 13-е место.
В январе 2021 года было объявлено, что Армстронг в сезоне 2021 года перейдёт в команду DAMS, став партнёром Роя Ниссани. На этапе в Джидде выиграл первый спринт, одержав первую победу в карьере в Формуле-2. По итогам сезона заработал ещё один подиум и занял 13-е место.
В начале 2022 года стало известно, что Армстронг покинул академию Феррари.
В январе 2022 года перешёл в команду Hitech Grand Prix. В течение сезона одержал победы на трёх спринтах на этапах в Имоле, Ред Булл Ринге и Зандворте. Сезон закончил с четырьмя подиумами на 13-м месте в личном зачёте.
В декабре 2022 года, команда IndyCar Series Chip Ganassi Racing объявила, что Армстронг будет выступать в сезоне 2023 года на неполном расписании, участвуя в гонках на дорожных и городских трассах.

## Результаты выступлений
| Сезон   | Серия                                    | Команда                               | Гонки | Победы | Поулы | Л/круги | Подиумы | Очки | Место |
| ------- | ---------------------------------------- | ------------------------------------- | ----- | ------ | ----- | ------- | ------- | ---- | ----- |
| 2013-14 | Чемпионат Toyota Finance 86              | Neale Motorsport                      | 7     | 0      | 0     | 0       | 0       | 316  | 8     |
| 2014-15 | Чемпионат Toyota Finance 86              | Neale Motorsport                      | 8     | 3      | 2     | 1       | 5       | 482  | 7     |
| 2014-15 | Новозеландская Формула-Форд              | Н/Д                                   | 3     | 1      | 1     | 0       | 2       | 0    | НК†   |
| 2015-16 | Чемпионат Toyota Finance 86              | Neale Motorsport Auckland City Toyota | 3     | 0      | 0     | 1       | 2       | 150  | 17    |
| 2016    | Осенний кубок BRDC британской Формулы-3  | Double R Racing                       | 3     | 0      | 0     | 1       | 0       | 0    | НК†   |
| 2016    | Еврокубок Формулы-Рено 2.0               | R-ace GP                              | 2     | 0      | 0     | 0       | 0       | 0    | НК†   |
| 2016    | Североевропейский кубок Формулы-Рено 2.0 | R-ace GP                              | 2     | 0      | 0     | 0       | 0       | 23   | 24    |
| 2017    | Итальянская Формула-4                    | Prema Powerteam                       | 21    | 4      | 6     | 0       | 13      | 283  | 1     |
| 2017    | ADAC Формула-4                           | Prema Powerteam                       | 21    | 3      | 2     | 1       | 11      | 241  | 2     |
| 2017    | Toyota Racing Series                     | M2 Competition                        | 15    | 3      | 1     | 0       | 8       | 792  | 4     |
| 2018    | Европейская Формула-3                    | Prema Theodore Racing                 | 30    | 1      | 3     | 3       | 10      | 260  | 5     |
| 2018    | Гран-при Макао                           | SJM Theodore Racing by Prema          | 1     | 0      | 0     | 0       | 0       | Н/Д  | 8     |
| 2018    | Toyota Racing Series                     | M2 Competition                        | 15    | 2      | 1     | 1       | 10      | 901  | 3     |
| 2019    | ФИА Формула-3                            | Prema Racing                          | 16    | 3      | 1     | 4       | 7       | 158  | 2     |
| 2019    | Toyota Racing Series                     | M2 Competition                        | 15    | 5      | 2     | 5       | 10      | 346  | 2     |
| 2019    | Гран-при Макао                           | SJM Theodore Racing by Prema          | 1     | 0      | 0     | 0       | 0       | Н/Д  | 8     |
| 2020    | Формула-2                                | ART Grand Prix                        | 24    | 0      | 0     | 0       | 2       | 52   | 13    |
| 2021    | Формула-2                                | DAMS                                  | 23    | 1      | 0     | 0       | 0       | 49   | 13    |
| 2022    | Формула-2                                | Hitech Grand Prix                     | 28    | 3      | 0     | 0       | 4       | 93   | 13    |

† Армстронг участвовал в соревновании по приглашению, поэтому ему не начислялись очки чемпионата.

### Европейская Формула-3
| Сезон | Команда               | Двигатель | 1      | 2      | 3         | 4          | 5     | 6          | 7     | 8     | 9     | 10      | 11    | 12       | 13         | 14      | 15    | 16      | 17      | 18         | 19      | 20       | 21         | 22      | 23      | 24      | 25      | 26    | 27      | 28         | 29         | 30         | Место | Очки |
| ----- | --------------------- | --------- | ------ | ------ | --------- | ---------- | ----- | ---------- | ----- | ----- | ----- | ------- | ----- | -------- | ---------- | ------- | ----- | ------- | ------- | ---------- | ------- | -------- | ---------- | ------- | ------- | ------- | ------- | ----- | ------- | ---------- | ---------- | ---------- | ----- | ---- |
| 2018  | Prema Theodore Racing | Mercedes  | ПО 1 5 | ПО 2 3 | ПО 3 Сход | ХУН 1 Сход | ХУН 2 | ХУН 3 Сход | НОР 1 | НОР 2 | НОР 3 | ЗАН 1 4 | ЗАН 2 | ЗАН 3 16 | СПА 1 Сход | СПА 2 6 | СПА 3 | СИЛ 1 6 | СИЛ 2 5 | СИЛ 3 Сход | МИЗ 1 2 | МИЗ 2 13 | МИЗ 3 Сход | НЮР 1 6 | НЮР 2 4 | НЮР 3 5 | РБР 1 4 | РБР 2 | РБР 3 5 | ХОК 1 Сход | ХОК 2 Сход | ХОК 3 Сход | 5     | 260  |

### ФИА Формула-3
| Сезон | Команда      | 1         | 2         | 3         | 4         | 5         | 6          | 7         | 8         | 9         | 10        | 11        | 12        | 13         | 14         | 15        | 16        | Место | Очки |
| ----- | ------------ | --------- | --------- | --------- | --------- | --------- | ---------- | --------- | --------- | --------- | --------- | --------- | --------- | ---------- | ---------- | --------- | --------- | ----- | ---- |
| 2019  | Prema Racing | КАТ ГОН 3 | КАТ СПР 5 | ЛЕК ГОН 6 | ЛЕК СПР 6 | РБР ГОН 3 | РБР СПР 19 | СИЛ ГОН 3 | СИЛ СПР 4 | ХУН ГОН 8 | ХУН СПР 1 | СПА ГОН 8 | СПА СПР 1 | МНЦ ГОН 21 | МНЦ СПР 14 | СОЧ ГОН 1 | СОЧ СПР 2 | 2     | 158  |

### ФИА Формула-2
| Сезон | Команда           | 1             | 2             | 3            | 4           | 5             | 6            | 7           | 8             | 9            | 10          | 11           | 12         | 13          | 14           | 15         | 16           | 17         | 18           | 19         | 20            | 21         | 22          | 23            | 24          | 25         | 26         | 27         | 28        | Место | Очки |
| ----- | ----------------- | ------------- | ------------- | ------------ | ----------- | ------------- | ------------ | ----------- | ------------- | ------------ | ----------- | ------------ | ---------- | ----------- | ------------ | ---------- | ------------ | ---------- | ------------ | ---------- | ------------- | ---------- | ----------- | ------------- | ----------- | ---------- | ---------- | ---------- | --------- | ----- | ---- |
| 2020  | ART Grand Prix    | РБР1 ГОН 2    | РБР1 СПР Сход | РБР2 ГОН 7   | РБР2 СПР 3  | ХУН ГОН Сход  | ХУН СПР 9    | СИЛ1 ГОН 16 | СИЛ1 СПР 10   | СИЛ2 ГОН 14  | СИЛ2 СПР 14 | КАТ ГОН Сход | КАТ СПР 15 | СПА ГОН 15  | СПА СПР Сход | МНЦ ГОН 14 | МНЦ СПР 18   | МУД ГОН 9  | МУД СПР 11   | СОЧ ГОН 9  | СОЧ СПР 14    | БАХ1 ГОН 7 | БАХ1 СПР 4  | БАХ2 ГОН 11   | БАХ2 СПР 14 |            |            |            |           | 13-й  | 52   |
| 2021  | DAMS              | БАХ СПР1 Сход | БАХ СПР2 10   | БАХ ГОН 5    | МОН СПР1 10 | МОН СПР2 Сход | МОН ГОН Сход | БАК СПР1 7  | БАК СПР2 Сход | БАК ГОН Сход | СИЛ СПР1 9  | СИЛ СПР2 2   | СИЛ ГОН 12 | МНЦ СПР1 11 | МНЦ СПР2 15  | МНЦ ГОН 9  | СОЧ СПР1 11  | СОЧ СПР2 О | СОЧ ГОН 11   | ДЖИ СПР1 1 | ДЖИ СПР2 Сход | ДЖИ ГОН 8‡ | ЯСМ СПР1 10 | ЯСМ СПР2 Сход | ЯСМ ГОН 7   |            |            |            |           | 13-й  | 49   |
| 2022  | Hitech Grand Prix | БАХ СПР Сход  | БАХ ГОН 5     | ДЖИ СПР Сход | ДЖИ ГОН 5   | ИМО СПР 1     | ИМО ГОН 16   | БАР СПР 10  | БАР ГОН 7     | МОН СПР 3    | МОН ГОН 6   | МОН СПР 4    | МОН ГОН 12 | СИЛ СПР 9   | СИЛ ГОН 8    | РБР СПР 1  | РБР ГОН Сход | ПОЛ СПР 14 | ПОЛ ГОН Сход | ХУН СПР 7  | ХУН ГОН 6     | СПА СПР 7  | СПА ГОН 13  | ЗАН СПР 1     | ЗАН ГОН 13  | МНЦ СПР 10 | МНЦ ГОН 12 | ЯСМ СПР 10 | ЯСМ ГОН 9 | 13-й  | 93   |

‡ Награждён половинчатыми очками, так как было пройдено менее 75 % полной гоночной дистанции